# Kevin Lasagna
Kevin Lasagna (San Benedetto Po, 10 augustus 1992) is een Italiaans voetballer die doorgaans als aanvaller speelt. Hij tekende in 2017 bij  Udinese. In 2018 debuteerde Lasagna voor Italië.

## Clubcarrière
Lasagna tekende in 2014 bij Carpi FC 1909. Daarvoor speelde hij reeds Governolese, Cerea en Este. In januari 2017 werd hij voor een bedrag van 4,5 miljoen euro verkocht aan Udinese. Hij maakte het seizoen af bij Carpi en maakte in de zomer de overstap naar Udinese. Op 27 augustus 2016 debuteerde de aanvaller voor Udinese in de Serie A tegen Chievo Verona. Drie weken later maakte hij zijn eerste competitietreffer tegen AC Milan. In zijn eerste seizoen maakte Lasagna twaalf doelpunten in zevenentwintig competitieduels voor Udinese.

## Interlandcarrière
Op 9 oktober 2018 werd Lasagna door Italiaans bondscoach Roberto Mancini opgeroepen als vervanger van de geblesseerde Simone Zaza voor een wedstrijd in de UEFA Nations League tegen Polen. Hij kwam als invaller in het veld en speelde zijn eerste interland voor Italië.

## Speelstijl
Lasagna is een lange en snelle linksvoetige aanvaller, en zijn natuurlijke rol is die van een centrale spits. Zijn beste kwaliteiten zijn zijn snelheid, balcontrole tijdens het dribbelen op hoge snelheid, fysieke kracht en aanvallende positionering, die hem in staat stellen om verdedigers kwijt te raken en ruimtes aan te vallen vanuit achteren met loopacties zowel met als zonder bal. Hij staat ook bekend om zijn vermogen om met zijn linkervoet op doel te schieten terwijl hij rent.
Het spel van Lasagna bevat meerdere lagen, waardoor hij zowel als centrale spits, tweede spits en linkervleugelaanvaller kan uitblinken. Zijn veelzijdigheid en combinatie van snelheid, balcontrole, fysieke kracht en aanvallend inzicht maken hem een waardevolle aanwinst voor elk team. Zijn vermogen om verschillende rollen te vervullen voegt diepgang toe aan zijn spel. 